# 川下神社
川下神社（かわしもじんじゃ）は、兵庫県西脇市西脇にある神社。

## 概要
杉原川と加古川の合流点にあたる通称戎町に位置する神社で、杉原川の左岸沿いにある。例年7月下旬に夏祭りが行われ、地元の人々でにぎわう。両川の合流点は、昔より増水時には波が荒く、四柱の大神を祀り川の恩恵を感謝し平穏を祈ったのが起源である。

### 祭神
祓戸四柱大神
瀬織津比め（せおりつひめ）
速開津比め（はやあきつひめ）
気吹戸主（いぶきどぬし）
速佐須良比売（はやそすらひめ）
※波が荒く、大祓詞（おおはらいのことば）にある潮の八百会にそっくりであったために、以上の4柱を祀り、川の恩恵に感謝するとともに、その平穏を祈ったのが始まりとされる。